# Inquicus
Inquicus é um gênero de verme marinho do período Cambriano. Fósseis desse gênero foram encontrados junto dos vermes Cricocosmia e Mafangscolex na China, sendo um parasita. Fósseis desse gênero já haviam sido encontrados antes, mas sozinhos.

## Descrição
Indivíduos de Inquicus chegam até 3 mm de comprimento, em forma de um pino de boliche com um corpo alongado que se estreita para uma cabeça ligeiramente bulbosa.